# Киселёв, Вадим Михайлович
Вадим Михайлович Киселёв (бел. Вадзім Міхайлавіч Кісялёў; род. 21 апреля 2005, Минск) — белорусский футболист, нападающий клуба БАТЭ.

## Карьера
Воспитанник футбольной академии борисовского БАТЭ. Первым тренером футболиста был Александр Сергеевич Михайлов. В 2022 году футболист стал выступать за дублирующий состав клуба. В октябре 2023 года футболист стал подтягиваться к матчам с основной командой клуба. Также футболист стал рекордсменом клуба, отличившись 20 забитым голами в рамках первенства дублирующих команд. Дебютировал за клуб 11 ноября 2023 года в матче Кубка Беларуси против «Островца», выйдя на замену на 71 минуте. Дебютный матч в чемпионате футболист сыграл 2 декабря 2023 года в заключительном туре против солигорского «Шахтёра», выйдя на замену на 86 минуте. По итогу сезона футболист вместе с клубом завершил чемпионат на итоговом пятом месте.
В начале сезона 2024 года футболист отправился в распоряжение второй команды клуба. Дебютировал за команду футболист 7 апреля 2024 года в матче против «Барановичей», выйдя на поле в стартовом составе и отличившись также дебютными забитыми голами, оформив дубль. Первый матч в новом сезоне за основную команду клуба футболист сыграл 26 апреля 2024 года против «Витебска», выйдя на замену на 84 минуте.

## Международная карьера
В октябре 2021 года футболист получил вызов в юношескую сборную Беларуси до 17 лет для участия в квалификационных матчах юношеского чемпионата Европы. Дебютировал за сборную 16 октября 2021 года в матче против сборной Словакии. Дебютный гол за сборную забил 6 февраля 2022 года в матче против сборной Узбекистана.
В июне 2023 года футболист получил вызов в юношескую сборную Беларуси до 19 лет для участия в товарищеских матчах. Дебютировал за сборную 18 июня 2023 года в матче против сборной Грузии. В ноябре 2023 года футболист в составе сборной отправился на квалификационные матчи юношеского чемпионата Европы.